# Баумгартен (Варнов)
Баумгартен (њем. Baumgarten) општина је у њемачкој савезној држави Мекленбург-Западна Померанија. Једно је од 62 општинска средишта округа Гистров. Према процјени из 2010. у општини је живјело 909 становника. Посједује регионалну шифру (AGS) 13053004.

## Географски и демографски подаци
Баумгартен се налази у савезној држави Мекленбург-Западна Померанија у округу Гистров. Општина се налази на надморској висини од 24 метра. Површина општине износи 38,8 km². У самом мјесту је, према процјени из 2010. године, живјело 909 становника. Просјечна густина становништва износи 23 становника/km².